# План вторгнення Японської імперії в Австралію під час Другої світової війни

Пропагандистський плакат Австралії 1942 року, який присвячений загрозі японського військового вторгнення. Після його публікації плакат був підданий критиці за те, що він був панікерським, і тому він був заборонений урядом Квінсленда.

На початку 1942 року підрозділи Імператорського флоту Японської імперії запропонували план вторгнення на материкову частину Австралії. Проти цієї пропозиції (плану) виступила імператорська армія Японської імперії та тодішній прем'єр-міністр Японської імперії Тодзьо Хідекі, які вважали цей план нездійсненним, враховуючи географію Австралії та потужність оборони союзників. Замість цього японські військові прийняли стратегію повної ізоляції материкової частини Австралії від Сполучених Штатів Америки шляхом просування своєї військової потуги через південну частину Тихого океану. Цей наступ (план) було припинено після «битви в Кораловому морі» та «битви за Мідвей» у травні та червні 1942 року, і всі подальші японські військові операції в околицях Австралії проводилися, щоб уповільнити просування союзних сил.
Попри на ключові битви цього театру військових дій, включаючи «Битва в затоці Мілн», де імператорська армія Японської імперії зазнали першої поразки в сухопутній битві від австралійської бригади, та військову «кампанію Кокода», де австралійська армія завадила японським військам досягти Порт-Морсбі, столиці австралійської території Папуа, наприкінці 1942 року Австралійські містечка Дарвін і Брум кілька разів зазнавали повітряних атак від японської авіації, і той факт, що гавань Сіднея також була атакована двома малими японськими підводними човнами, безперечно, створило в австралійців і їх американських союзників враження, що Японська імперія розглядає військове вторгнення в Австралію як серйозну можливість. Це також сприяло стратегічному плануванню «Брісбенської лінії».
Колишній головний історик Австралійського військового меморіалу доктор пан Пітер Стенлі стверджує, що японська «армія відкинула цю ідею як „брехню“, знаючи, що війська відправлені далі на південь, послаблять Японську імперію в Республіці Китай та Маньчжурії проти радянської військової загрози. Японська армія не тільки засудила план, але Генеральний штаб ВМС також відмовився від нього, не маючи змоги заощадити мільйон тонн кораблів, які були б спожиті вторгненням».
Після окупації Японською імперією Сінгапуру, в лютому 1942 року, уряд Австралії разом з австралійськими військовими й цивільними були глибоко стурбовані можливістю японського вторгнення до Австралії. Широко поширений страх призвів до розширення військової та цивільної економіки Австралії, а також до більш тісніших їх зв'язків зі США.

## Японський план

### Дебати між японською армією та флотом
Успіх Японської імперії в перші місяці Тихоокеанської війни змусив елементи Імператорського флоту Японської імперії запропонувати план вторгнення в Австралію. У грудні 1941 року військово-морський флот Японської імперії запропонував включити вторгнення в «Північну Австралію» як одну з цілей «другого етапу» війни Японської імперії після завоювання «Південно-Східної Азії». Цю пропозицію найбільше підтримав японський капітан Садатоші Томіока, начальник відділу планування Генерального штабу ВМС Японської імперії, на тій підставі, що США, ймовірно, використають Австралію як базу для початку контрнаступу в південно-західній частині Тихого океану. Штаб ВМС Японської імперії стверджував, що це вторгнення могло бути здійснене невеликим десантним загоном, оскільки ця територія Австралії була слабо захищена та ізольована від основних населених пунктів Австралії. Однак ця пропозиція не мала загальної підтримки у ВМС Японської імперії, і пан Ямамото Ісороку, командувач Об'єднаним флотом, Японської імперії постійно виступав проти неї (проти цього плану).
Імператорська армія Японської імперії виступила проти пропозиції ВМС Японської імперії як недоцільну. Японська армія була зосереджена на захисті периметра завоювань Японської імперії й вони вважали що вторгнення в Австралію надмірно розширить лінії оборони яку необхідно обороняти. Крім того, імператорська армія Японської імперії не бажала відпускати велику чисельність своїх військ, яка, на її думку, була потрібна для такої операції з боку японської «Квантунської армії» на території Маньчжурії, оскільки вони боялися що Радянський Союз вступить у війну на Тихому океані на стороні союзників, і тому хотіли зберегти свої сили для Японської імперії, щоб зберегти можливість захиститись від вторгнення з території Сибіру.
Прем'єр-міністр Японської імперії Тодзьо Хідекі також послідовно виступав проти вторгнення в Австралію. Замість цього Тодзьо Хідекі виступав за політику примусу Австралії підкоритися шляхом перерізання її ліній зв'язку зі США. У своєму останньому інтерв'ю перед стратою за воєнні злочини Тодзьо Хідекі заявив:
У нас ніколи не було достатньо військ, щоб [вторгнутися в Австралію]. Ми вже дуже розтягнули наші лінії зв’язку. У нас не було збройної сили чи засобів постачання, щоб створити таке приголомшливе розширення наших і без того надмірно напружених і надто розрізнених сил. Ми сподівалися окупувати всю Нову Гвінею, зберегти Рабаул як опорну базу та здійснити повітряний наліт на Північну Австралію. Але фактичне фізичне вторгнення — ні, жодного разу.
У промовах перед сеймом Японської імперії 12 січня та 16 лютого 1942 року Тодзьо Хідекі стверджував, що політика Японської імперії полягала в «знищенні британських колоній у Гонконзі та на Малайському півострові, оскільки вони були „злими базами, використаними проти Східної Азії“, і що ці місця „Бірма“ і „Філіппіни“ отримають незалежність, якщо вони співпрацюватимуть з Японською імперію, якщо вони чинять опір, то отримають допомогу в цьому їхнього добробуту та розвитку».

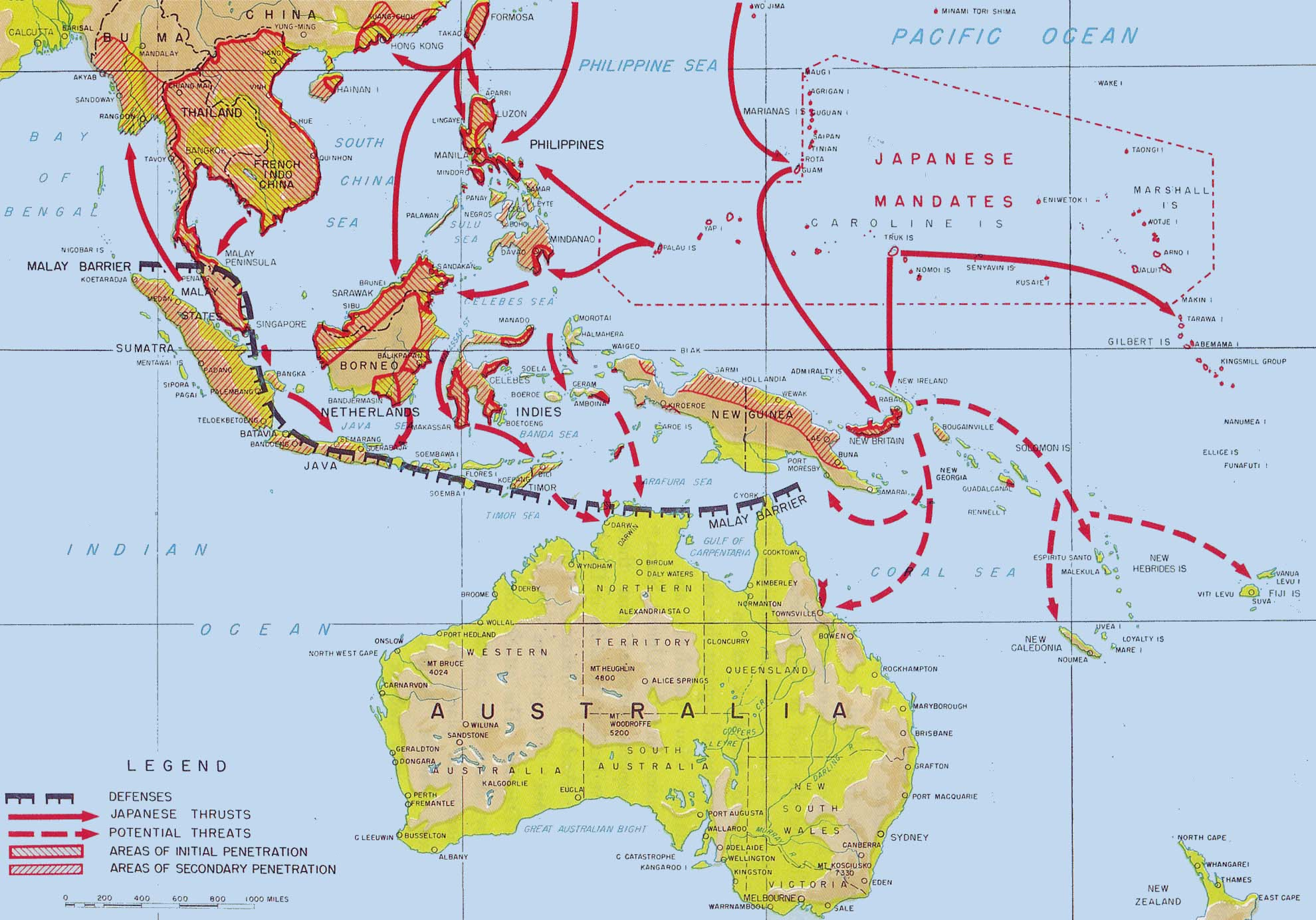
Протягом перших п'яти місяців Тихоокеанської кампанії Другої світової війни Японська імперія просуваються в південно-західній частині Тихого океану та в південно-східній Азії. Пропонований (план) наступ на Фіджі, Самоа та Нову Каледонію зображено в нижньому правому куті.

Розрахунки імператорської армії та імператорського флоту Японської імперії щодо чисельності військ, необхідних для вторгнення в Австралію, сильно відрізнялися і стали центральною темою для обговорення. У грудні 1941 року військово-морський флот Японської імперії підрахував, що сил у три дивізії (від 45 000 до 60 000 осіб) буде достатньо для забезпечення безпеки північно-східних і північно-західних прибережних районів Австралії. Проте імператорська армія Японської імперії підрахувала, що знадобляться сили щонайменше в десять дивізій (від 150 000 до 250 000 осіб). Планувальники армійських операцій підрахували, що транспортування цієї сили до Австралії вимагало б від 1,5 до 2 мільйонів тонн морського транспорту, що вимагало б затримки повернення реквізованого торгового судна (флоту). Ця сила вторгнення була б більшою, ніж уся сила, яку використала Японська імперія для завоювання Південно-Східної Азії. Імператорська армія Японської імперії також відхилила пропозицію ВМС Японської імперії обмежити вторгнення в Австралію захистом анклавів на півночі країни як нереалістичну з огляду на ймовірні контрнаступи союзників проти цих позицій. Завдяки своєму досвіду під час війни в Китаї, японська армія вважала, що будь-яке вторгнення в Австралію мало б включати спробу завоювання всього австралійського континенту, що було за межами можливостей Японської імперії.
В лютому 1942 року імператорська армія й флот Японської імперії обговорювали знову можливість вторгнення в Австралію. 6 лютого військово-морське міністерство Японської імперії офіційно запропонувало план, відповідно до якого вторгнення до східної Австралії розпочнеться, водночас коли інші японські війська захоплять «Фіджі», Самоа та Нову Каледонію, але цей план знову був відхилений представниками імператорської армії Японської імперії. 14 лютого, за день до захоплення Сінгапуру, секції армії та флоту імперського генерального штабу Японської імперії знову обговорювали можливість вторгнення в Австралію, і під час цієї дискусії японський капітан Томіока стверджував, що Австралію можна взяти «символічною силою». Ця заява була названа «багато тарабарщини» в таємному щоденнику імперського штабу. Про цю заяву згадував і японський генерал Томоюкі Ямасіта:
Він сказав, що після того, як він захопив Сінгапур, він хотів обговорити з Тоджо план вторгнення в Австралію... Тоджо відхилив план, посилаючись на подовжені лінії постачання, які були б ненадійними та відкритими для нападу ворога.
Суперечку між імператорською армією й флотом Японської імперії було врегульовано наприкінці лютого рішенням про «ізоляцію», тим самим було де-факто відкинуто план вторгнення в Австралію. Імператорська армія Японської імперії продовжувала підтримувати свою думку, що вторгнення в Австралію є недоцільним, але погодилася розширити стратегічний периметр Японської імперії та відрізати (ізолювати) Австралію від США шляхом вторгнення на Фіджі, Самоа та Нову Каледонію в рамках так званої «операції FS». Питання вторгнення в Австралію востаннє обговорювалося Імперським штабом Японської імперії 27 лютого, і на цій зустрічі представники японської армії заявили, що, на їх думку, Австралію захищає 600-тисячна військова сила. Під час чергової зустрічі, що відбулася 4 березня, Імперська штаб-квартира Японської імперії офіційно погодилася з «Фундаментальним планом рекомендацій для майбутнього військового керівництва», який відніс варіант вторгнення до Австралії як «майбутній варіант» лише за умови, що всі інші плани підуть добре. Цей план був представлений японському імператору тодішнім прем'єр-міністром Хідекі Тодзьо і фактично завершив обговорення вторгнення в Австралію. «Операція FS» не була реалізована, однак, через поразки Японської імперії в битві в Кораловому морі та битві за Мідвей і була скасована 11 липня 1942 року.

### Подальші японські військові операції в південно-західній частині Тихого океану
Оскільки план вторгнення до Австралії був відхилений у лютому 1942 року та не розглядався, вторгнення Японської імперії на територію Австралії під час війни не були провісниками вторгнення, як іноді стверджується. Великий японський повітряний наліт на Дарвін 19 лютого 1942 року та японська атака на Брум 3 березня були проведені, щоб запобігти використанню союзниками цих міст як баз для боротьби з японським «вторгненням до Голландської Ост-Індії», і ніяк не були пов'язані з вторгненням. За словами Фрая:
Генерали Генерального штабу сухопутних військ і прем’єр-міністр Японії генерал Хідекі Тодзьо не бачили потреби в залученні великих військових ресурсів для завоювання Австралії, з масивними матеріально-технічними проблемами, які це спричинило б. Генерали були впевнені, що Австралію можна змусити здатися Японії, повністю ізолювавши її від Сполучених Штатів і застосовуючи інтенсивний психологічний тиск.
Десятки подальших японських повітряних нальотів на Північну Австралію в 1942 і 1943 роках були в основному невеликими та мали на меті перешкодити авіаційним частинам союзників, які базувалися там, атакувати японські військові позиції. Атака на Сіднейську гавань у травні 1942 року мала на меті відвернути сили союзників від острова Мідвей до того, як японські військові сили спробували його захопити, а подальші японські військові підводні кампанії біля східного узбережжя Австралії у 1942 та 1943 роках були спробами розірвати лінію постачання між Австралією та Нова Гвінея під час Новогвінейської кампанії. Крім того, спроба Японської імперії захопити Порт-Морсбі в Новій Гвінеї, просуваючись уздовж траси Кокода та висадившись у затоці Мілн між липнем і вереснем 1942 року, мала на меті захопити місто, щоб завершити (сфокусувати) периметр оборони Японської імперії в цьому регіоні. Після забезпечення безпеки Порт-Морсбі мав використовуватися як військова база, з якої японська авіація могла б домінувати в Торресовій протоці та Кораловому морі, а не для підтримки вторгнення в Австралію.
Одначе невеликий японський розвідувальний загін здійснив коротку висадку на материку частину Австралії протягом січня 1944 року. Мацу Кікан («Сосна»), об'єднаний розвідувальний підрозділ японської армії та флоту, висадився, щоб оцінити повідомлення про те, що союзники почали будувати великі нові бази на найпівнічнішому узбережжі регіону Кімберлі в Західній Австралії, на березі Тиморського моря. Після того, як залишили свою базу в Купанг, Західний Тимор, підрозділ у складі 10 японців на захопленому риболовецькому судні з екіпажем цивільних жителів Західного Тимору здійснив короткі візити до безлюдного рифу Ашмор і острова Брауз. 19 січня Мацу Кікан увійшов у Йорк-Саунд на материку. У той час як дим був помічений на пагорбах на сході, японське судно стояло на якорі та було замасковано гілками дерев. Десанти висадилися на берег біля гирла річки Ро. Близько двох годин вони оглядали територію та знімали на 8 мм камеру. На наступний день особовий склад «Мацу Кікан» знову розвідав територію, перш ніж повернутися в Купанг. «Мацу Кікан» не помітив жодних ознак недавньої людської діяльності, і місія мало що дізналася про військову значущість. Повідомляється, що японський офіцер, який брав участь у місії, повернувся до Японської імперії незабаром після цього, де він запропонував висадити 200 японських каторжників в Австралії для початку партизанської кампанії. Однак ця пропозиція не була підтримана. За словами історика Пітера Стенлі, «жоден авторитетний історик не вірить, що японці мали план вторгнення в Австралію, тому немає жодного свідоцтва».

## Страх Австралії перед можливим японським військовим вторгненням
Після падіння Сінгапуру прем'єр-міністр Австралії Джон Кертін порівняв його втрату з битвою під Дюнкерком. Битва за Британію відбулася після Дюнкерка; «Падіння Сінгапуру відкриває битву за Австралію»,— сказав Кертін, що загрожує Співдружності, США і всьому англомовному світу. Не знаючи, що Японська імперія не планувала вторгнення в Австралію і в лютому 1942 року не змогла б це зробити, австралійський уряд і народ очікували японського вторгнення вже незабаром. Страх був найбільшим до червня 1942 року. Кертін сказав 16 лютого:
Захист цієї країни — це вже не внесок у світ у стані війни, а опір ворогу, який загрожує вдертися на наше власне узбережжя... Тепер це робота чи боротьба, як ми ніколи не працювали чи не воювали раніше... На те, що ми робимо зараз, залежить від того, що ми можемо захотіти зробити, коли ми переживемо це криваве випробування.
Колишній керівник Центру історичних досліджень Національного музею Австралії пан Пітер Стенлі критикував часто повторюваний, широко поширений міф про те, що Японська імперія мала намір розпочати вторгнення в Австралію, коментуючи, що «міф про вторгнення допомагає виправдати місцевий погляд австралійців на свої військові зусилля».
В Романі про альтернативну історію Джона Гукера «Солдати Буша» 1984 року описує успішне японське вторгнення до Австралії та останній відчайдушний спротив, здійснений жменькою австралійських і британських військ.
У романі про альтернативну історію Джона Бірмінгема «Визначені цілі» 2004 року імператорська Японія починає вторгнення в північну Австралію.
У збірці нарисів про альтернативну історію 2001 року «Переможне сонце, що сходить» за редакцією Пітера Г. Цураса є розділ «Самурай під землею» Джона Г. Гілла, в якому описується короткочасне успішне японське вторгнення на узбережжя Квінсленда в районах Кейп-Йорк, Кернс і Таунсвілль.

## Подальше читання
- Arnold, Anthony (2013). A Slim Barrier: The Defence of Mainland Australia 1939-1945. PhD Thesis (Thesis). University of New South Wales. doi:10.26190/unsworks/16482. hdl:1959.4/53041.
- Brown, Gary; Anderson, David (29 квітня 1992). Invasion 1942? Australia and the Japanese Threat (PDF). Issues Brief. Canberra: Department of the Parliamentary Library. ISSN 1037-2938.
- Stanley, Peter (2007). What is the Battle for Australia? (PDF). Australian Army Journal. Canberra, Australian Capital Territory: Land Warfare Studies Centre. 4 (2). ISSN 1448-2843. Архів оригіналу (PDF) за 23 січня 2018. Процитовано 1 липня 2017.